# Peter Nottet
Petrus Wilhelmus Frederikus "Peter" Nottet, född 23 september 1944 i Haag, är en nederländsk före detta skridskoåkare.
Nottet blev olympisk bronsmedaljör på 5 000 meter vid vinterspelen 1968 i Grenoble.